# Црни галеб
Црни галеб (лат. Larus marinus) је највећи члан породице галебова. То је веома агресиван ловац, пират и сакупљач лешина који се гнезди на обалама и острвима северног Атлантика у северној Европи и североисточној Северној Америци. Јужне популације су углавном мање крећу, док се оне које се гнезде на крајњем северу (северна Норвешка, северозападна Русија) зими селе даље на југ. Неколико њих се такође сели у унутрашњост до великих језера и акумулација. Одрасла јединка има белу главу, врат и доњи део тела, тамно црнкасто-сива крила и леђа, ружичасте ноге и кљун жут са црвеном мрљом.

## Таксономија
Црни галеб био је једна од многих врста које је првобитно описао Карл фон Лине у свом 10. издању „Systema Naturae“ из 1758. године, и још увек носи своје првобитно име Larus marinus.  Научно име је из латинског. Изгледа да је Larus значио галеб или неку другу велику морску птицу. Специфично име marinus значи „морски“, или када се узме заједно, „морски галеб“. Ово претходи Линеовој таксономији, јер ју је Карл Клузије назвао Larus ingens marinus.
Термини swaabie (Norn: swartbak, lit. 'black back'), baagie and baigie (Norn: bagi, from Old Norse: bak, lit. 'back') су локална имена са Шетландских острва.  Френсис Вилугби га је у 17. веку назвао великим црно-белим галебом, напомињући да се на Фарским Острвима звао црнолеђи галеб.

## Опис
Ово је највећи галеб на свету, знатно већи од сребрнастог галеба (Larus argentatus); само два друга галеба, северни галеб (Larus hyperboreus) и велики црноглави галеб (Ichthyaetus ichthyaetus), по величини су близу овој врсти. Дугачак је 64-79 цм, са распоном крила од 1.5-1.7 м и телесном тежином од 0.75-2.3 кг. У узорку од 2009 одраслих јединки са северног Атлантика, мужјаци су у просеку имали 1,830 гр, а женке у просеку 1,488 гр. Неки одрасли галебови који имају приступ риболову у Северном мору могу да теже до отприлике 2.5 кг и просечно 1.96 кг. Утврђено је да изузетно северни галеб надмашује било ког познатог великог црног галеба, иако је обично та врста нешто мања. Црни галеб је гломазан и импозантог изгледа са великим, моћним кљуном. Стандардне мере су: кљун је 5.4 до 7,25 cm, тетива крила је 44.5 до 53 цм и тарсус је 6.6 до 8,8 cm.
Одрасли црни галеб је прилично препознатљив, јер се ниједан други веома велики галеб са црном бојом на горњим крилима генерално не јавља у северном Атлантику. Код других белоглавих северноатлантских галебова, плашт је углавном светлије сиве боје, а код неких врста је светло пепељасто сив или чак ружичаст. На крилима и леђима је сиво-црне боје, са упадљивим, контрастним белим „огледалима“ на врховима крила. Ноге су ружичасте, а кљун је жут или жуто-ружичаст са мало наранџасте или црвене боје близу врха доњег кљуна. Одрасли мрки галеб (Larus fuscus) је знатно мањи, обично тежак око половине тежине црног галеба. Мрки галеб има жућкасте ноге и плашт који може варирати од шкриљасто сиве до смеђе боје, али никада није тако таман као код веће врсте. Неколико сличних галебова са тамним леђима, прилично великих, јавља се у Тихом океану или у тропима, сви углавном далеко изван ареала ове врсте, као што су шкриљасти галеб (Larus schistisagus), западни амерички галеб (Larus occidentalis) и доминикански галеб (Larus dominicanus).
Младунци млађи од годину дана имају љускаве, кариране црно-смеђе горње делове тела, главу и доњи део тела прошаране сиво-смеђом бојом и уредан узорак на крилима. Лице и потиљак су блеђи, а пера на крилима су црнкасто-смеђа. Реп младунца је бео са цик-цак пругама и пегама у основи и испрекиданом црнкастом траком близу врха. Кљун младунца је смеђе-црн са белим врхом, а ноге тамно плавкасто-сиве са неким ружичастим тоновима. Како млади галеб стари, сиво-смеђа боја постепено бледи у контрастније перје, а кљун тамни до црне боје пре него што постане блеђи. До треће године, млади галебови подсећају на пругастију, прљавију верзију одраслог галеба. Потребне су им најмање четири године да достигну зрелост, а развој код ове врсте је нешто спорији него код других великих галебова. Позив је дубок „смејући се“ крик, "kaa-ga-ga", са првом нотом понекад развученом готово у звуку сличном говеду. Глас је изразито дубљи него код већине других врста галебова.
- Прва зима
- Друга зима
- Трећа зима
- Четврта зима

## Распрострањеност и станиште
Ова врста се може наћи како се гнезди у приобалним подручјима од крајњег северозападног дела Русије, преко већег дела приобалног дела Скандинавије, на обалама Балтичког мора, до обала северозападне Француске, Уједињеног Краљевства и Ирске. Преко северног дела Атлантика, овај галеб је распрострањен на Исланду, Фарским Острвима, јужном Гренланду и на атлантским обалама Канаде и Сједињених Држава. Иако се раније углавном налазила само као негнездећа врста јужно од Канаде у Северној Америци, врста се проширила и обухватила неколико колонија у државама Нове Енглеске, а сада се гнезди чак до Северне Каролине на југу. Јединке које се размножавају у суровијим условима мигрираће на југ, зимујући на северним обалама Европе од Балтичког мора до јужног Португала, а редовно и до обале Флориде у Северној Америци.  Током зиме у Балтичком мору, птица обично остаје близу границе леда. Северно од Оландских острва, море се често замрзава све од Шведске до Финске, а затим птица мигрира у отворене воде. Изузетно, врста може да се простире чак до Кариба и обале северне Јужне Америке.
Црни галеб се налази у разним приобалним стаништима, укључујући камените и пешчане обале и естуаре, као и у унутрашња мочварна станишта, као што су језера, баре, реке, влажна поља и вресишта. Обично се налазе на дохват руке великих водених површина док се крећу у унутрашњости. Данас је то уобичајена појава на депонијама смећа и дуж обала и релативно далеко у унутрашњости. Ова врста такође интензивно користи ископано земљиште, које је, у држави Њу Џерзи, њихова најчешћа места за гнежђење.  Генерално се гнезди у подручјима без или углавном неприступачним копненим предаторима, као што су вегетирана острва, пешчане дине, стубови са равним врхом, кровови зграда, а понекад и међу жбуњем на сланим мочварним острвима. Током зиме, црни галеб често путује далеко на море да би се хранио.

## Исхрана
Crni галебови су опортунистичкe ptice, врховни предатори и веома су радознали. Истражиће сваки мали организам на који наиђу и лако ће појести готово све што могу прогутати. Већи део своје исхране добијају од стрвина, при чему отпад, који већином директно обезбеђују људи, локално чини више од половине њихове исхране. Ширење депонија смећа или отпада постало је главни фактор који привлачи ову и све друге неспецијализоване врсте галебова у њеном подручју.   Студија која је истраживала колико времена проводе тражећи храну на депонијама смећа у Масачусетсу открила је да су црни галебови примећени како активно траже храну само 19% свог времена тамо, једући мање смећа од других обичних галебова и већину времена проводећи у одмору или ленчарењу.
Као и већина галебова, црни галебови редовно хватају рибу и свака риба мања од ње која се нађе близу површине воде потенцијални је плен. Садржај стомака црних галебова обично показује да је риба примарна храна. На острву Сабле у Новој Шкотској, 25% садржаја желуца састојало се од рибе, али се 96% регургитација које се дају младима састојало од рибе. Слично, на Великом острву у Њуфаундленду, 25% садржаја стомака биле су рибе, али 68% регургитаната биле су рибе. Најредовније пријављиване рибе које се једу у Новој Шкотској и Њуфаундленду биле су капелин (Mallotus villosus), атлантски бакалар (Gadus morhua), атлантскa trska (Microgadus tomcod), атлантска скуша (Scomber scombrus), атлантска харинга (Clupea harengus) и пешчана коља (Ammodytes hexapterus). Други плен често укључује разне лигње, ракове (Cancer borealis), камене ракове (Cancer irroratus), морске јежеве, зелене ракове (Carcinus maenas), морске звезде (Asterias forbesi и Asterias rubens) и друге бодљокоже, ракове и мекушце када им се пружи прилика. Из посматрања у северној Новој Енглеској, 23% посматраног плена били су бодљикаши, а 63% ракови.
За разлику од већине других Larus галебова, они су веома грабежљиви и често лове и убијају било који плен мањи од себе, понашајући се више као грабљивица него типични галеб Laridae. Без оштрих канџи и закривљеног кљуна грабљивице који цепа, црни галеб се у лову ослања на агресивност, физичку снагу и издржљивост. Када нападају друге животиње, обично нападају јаја морских птица, гнезда или младунче у гнезду, можда најбројније чигре, али и мање врсте галебова, као и гавке, блуне и разне морске њорке. У Њуфаундленду и Новој Шкотској, 10% садржаја желуца црних галебова чине птице, док је још 17% садржаја стомака била јаја чигре. Одрасли или младунци разних врста птица такође су лове. Неке незреле или одрасле птице које су црни галебови ловили у лету или на тлу укључују патке Anas, црноглаве плавокљуне патке (Oxyura jamaicensis), белоглаве патке дупљашице Bucephala albeola), обичне зовоје (Puffinus puffinus), шаренокриле гњурце (Podilymbus podiceps), барске кокице (Gallinula chloropus), чигре, морске папагаје Fratercula arctica), мале њорке (Alle alle), лиске (Fulica ssp.), ражњеве (Plegadis falcinellus), голубове (Columba livia па чак и птице грабљивице као што су пољске еје (Circus cyaneus). Када нападају друге летеће птице, црни галебови често их прогоне у лету и нападају их убадајући их кљуном, надајући се да ће другу птицу срушити било стварањем отворене ране или једноставно исцрпљеношћу. Они могу да убију здраве одрасле птице тежине до најмање 750 гр, али узимају искључиво мале младунце већих птица као што су обична гавка (Somateria mollissima) и квранци. Они ће такође ухватити летеће врпчарке, које обично циљају док су мале птице исцрпљене од миграције и одмах их прогутају. Црни галеб се такође храни копненим животињама, укључујући пацове (Rattus ssp.) на депонијама смећа, зечеве (Oryctolagus cuniculus) па чак и болесну јагњад (Ovis aries).
Већина хране се прогута цела, укључујући већину риба, па чак и друге галебове. Када је храна превелика да би се могла прогутати одједном, понекад ће бити протресена у кљуну док се не распадне на комаде. Као и неки други галебови, када хватају мекушце или другу храну са тврдом површином, као што су јаја, они ће са њим полетети у ваздух и испустити га на камење или тврду земљу да би га отворили. Алтернативне намирнице, укључујући бобице и инсекте, једу се када су доступне. Они ће лако искористити лаке изворе хране, укључујући рибу које лове чамци на мору. Они су вешти клептопаразити који ће лако отимати рибу и други плен који су ухватиле друге птице и доминирати над другим галебовима када их сретну. У колонијама чигри у приобалном Мејну, амерички сребрнасти галебови (Larus smithsonianus) повремено такође нападају гнездеће и младе чигре, али су у великој већини случајева су одмах нападнути од стране црних галебова. У једном запажању, одраслаи црни галеб је виђен како пљачка женку сивог сокола (Falco peregrinus) са тек ухваћеном чергртушом (Anas strepera). У другом случају, примећен је трогодишљи црни галеб како се бори са одраслом женком јастреба (Accipiter gentilis) оko plena, иако је јастреб покушао да удари crnog галеба пре него што је отишао. Због начина на који користе застрашивање док се сусреће са другим воденим птицама и птицама грабљивицама, ова врста се назива "немилосрдним тираном". Наравно, ове галебове привлачи површинска активност великих морских животиња, од атлантске туна плавоперка (Thunnus thynnus) до грбавих китова (Megaptera novaeangliae), да би ухватили рибу коју таква створења истерају на површину.

## Гнежђење
Ова врста се гнезди појединачно или у малим колонијама, понекад у средини колоније Larus argentatus. Формирање парова младих одраслих јединки дешава се у марту или априлу. Следећег пролећа исте птице обично поново формирају пар, састајући се на гнезду од претходне године. Ако се једна од птица не појави, друга птица почиње да тражи новог партнера. Обично се једна птица не размножава успешно у тој сезони.
Праве гнездо на земљи, често на врху камене гомиле, палог балвана или другог предмета који може заштитити јаја од временских непогода. Обично се направи неколико пробних гнезда пре него што се изабере оно које родитељи сматрају најбољим, а затим се обложе травом, морским алгама или маховином или предметима попут конопца или пластике. Приликом гнежђења на крововима у урбаним срединама, гнезда из претходне године се често поново користе изнова и изнова. Женка обично полаже три јаја негде између краја априла и краја јуна. Када се у гнезду пронађу само два јаја, разлог је скоро увек тај што је једно јаје, из једног или другог разлога, уништено. Женки је потребно око недељу дана да снесе три јаја, а инкубација не почиње док се сва три јаја не положи, тако да се сва три птића излегу истог дана. Птице обично успешно одгајају сва три птића.
Јаја су зеленкасто-смеђа са тамним мрљама и тачкама. Оба родитеља учествују у фази инкубације, која траје отприлике 28 дана. Током овог периода, птице покушавају да избегну да буду примећене и остану тихе. Гнездећи парови су посвећени родитељи који се смењују чувајући младунце, бранећи гнездо и сакупљајући храну. Млади црни галебови напуштају гнездо са 50 дана старости и могу остати са родитељима укупно око шест месеци, мада се већина младих галебова до јесени удружује са другим незрелим галебовима у потрази за храном. Ови галебови достижу зрелост за размножавање када добију перје за одрасле са четири године, мада се можда неће успешно размножавати све док не напуне шест година.

## Дуговечност и смртност
Ово је релативно дуговечна птица. Максимална забележена старост црног галеба је 32,8 година. Ова врста се ретко држи у заточеништву, али је познато да домаћи сребрнасти галебови живе преко 44 године и генерално веће птице могу надживети мање.  Смртност се обично јавља у раним фазама живота, када их могу угрозити тешки временски услови (укључујући поплаве) и глад, као и предатори. Птићи и јаја су плен врана (Corvus ssp.), мачака (Felis catus), других галебова, ракуна (Procyon lotor) и пацова (Rattus ssp.). Белоглави орао (Haliaeetus leucocephalus), орао белорепан (Haliaeetus albicilla) и сури орао (Aquila chrysaetos) су једине птице за које се зна да уобичајено прете здравим, потпуно одраслим црним галебовима. У једној студији из Норвешке, црни галебови били су пети најчешћи плен белорепих орлова, а галебови су склони да нападају ове огромне орлове. Црни галеб је такође примећен како се упушта у ваздушне борбе са белоглавим орловима, нападајући орлове и терајући их. Велики поморник (Stercorarius skua) је снимљен у Шкотској како безуспешно покушава да убије црног галеба у другој или трећој години. У Норвешкој је такође пријављено да су црни галебови постајали плен буљина (Bubo bubo). Китови убице (Orcinus orca) и ајкуле такође наводно лове одрасле и младе птице на мору. У неким биомима, где нема великих орлова, црни галеб се може сматрати врховним предатором.

## Статус
Историјски гледано, црни галеб је ловљен као ловачки трофеј („после око 1850. године... мањи галебови су немилосрдно стрељани због мало више од вежбе гађања, али црни галеб је био трофеј вредан приказивања“  ) и сакупљан због свог перја, које је коришћено у занату за израду шешира; као резултат тога, врста је локално изумрла, посебно из јужних делова свог ареала, као резултат ове експлоатације. Међутим, данас је његова прилагодљивост људском присуству и коришћење урбаних средина као вештачких места за гнежђење довело до тога да црни галеб брзо расте у броју и распону. Сада је широко распрострањена и бројна врста у свом подручју, а њен број се у неким областима повећао до толико високих нивоа да се често сматра штеточином, посебно у близини аеродрома где ризикује сударе са авионима, и у неким приобалним подручјима где понекад надмашује или лови ређе морске птице, попут морских папагаја, што може довести до интервенције заштитника природе. Повећање и ширење црних галебова приписује се повећаним зимским риболовним активностима у Северном мору.  Иако нема познатих већих претњи за црног галеба, високи нивои токсичних загађивача, који се уносе са контаминираним пленом, често се налазе у јединкама и јајима, смањујући репродуктивни успех. Размножавање је такође прекинуто људским узнемиравањем, што може довести до напуштања јаја, остављајући их рањивим на изложеност и предаторство.

## Галерија
- Црни галеб има крупан, јак кљун
- Larus marinus и Larus argentatus заједно, Øresund
- Црни галеб удварање
- Младунац, Cape May Point, New Jersey
- Гнездо и јаја црног галеба
- Птићи
- Јато узлеће током миграције кроз Отаву, Онтарио
- Јато у лету и на земљи
- Larus marinus - MHNT
- Птић црног галеба